# Helena Przybyłek-Porębna
Helena Przybyłek-Porębna (ur. 29 marca 1936 w Uchorowie, zm. 4 kwietnia 1993 w Magdalenowie) – motornicza, jedna z bohaterek Poznańskiego Czerwca.

## Życiorys
Urodziła się 29 marca 1936 w biednej rodzinie robotników rolnych w Uchorowie. Jej ojciec zginął w czasie II wojny światowej. Za młodu pracowała na wsi. Od 1 stycznia 1956 rozpoczęła pracę w Miejskim Przedsiębiorstwie Komunikacyjnym w Poznaniu jako tramwajarka i zamieszkała w hotelu robotniczym przy ulicy Grudzieniec. 28 czerwca tego samego roku wzięła udział w spontanicznym wybuchu społecznego gniewu podczas Poznańskiego Czerwca, stając na czele jednego z robotniczych pochodów i niosąc flagę Polski. W dniu wybuchu strajku pracowała na linii Junikowo-Garbary. Przystąpiła do strajku w stroju służbowym. Przed gmachem Urzędu Bezpieczeństwa Publicznego w Poznaniu została postrzelona z karabinu maszynowego w nogi, odnosząc ciężkie rany. W 1959 amputowano jej jedną nogę, druga zaś nigdy nie odzyskała sprawności. Wspominając wydarzenie, powiedziała: „Upadłam. Bardzo krwawiłam. Sztandar się skrwawił. Pogotowie zabrało mnie na Długą”, a także „Zrobiło mi się ciepło w nogi i upadłam. Po chwili sobie uświadomiłam, że to ja otrzymałam te strzały. Postrzelone były obie nogi. Nie wiem, jak długo czekałam na pogotowie, bo straciłam przytomność”.
Po stłumieniu strajków wyszła za mąż i zamieszkała w Magdalenowie pod Kaliszem, gdzie utrzymywała się z renty. Była prześladowana przez Urząd Bezpieczeństwa.
Uchwałą Rady Miasta Poznania I kadencji z 4 czerwca 1991, „składając hołd bohaterskiej postawie Pani Heleny Przybyłek-Porębnej w czasie pamiętnych wydarzeń czerwcowych 1956 roku” – jak napisano w uzasadnieniu, nadano jej tytuł Honorowego Obywatela Miasta Poznania. Zmarła 4 kwietnia 1993 w Magdalenowie.

## Upamiętnienie
26 czerwca 2018, uchwałą Rady Miasta Poznania VII kadencji, w związku ze stanowiskiem Rady Miasta o promowaniu kobiet w nazewnictwie ulic i skwerów w 2018, skwer zlokalizowany na Jeżycach na narożniku ulic Dąbrowskiego i Kochanowskiego nazwano Skwerem Trzech Tramwajarek – upamiętniający prócz Heleny Przybyłek-Porębnej także Marię Kapturską oraz Stanisławę Sobańską.